# Pronetalol
Pronethalol (Alderlin, Netalid) je bio klinički kandidat koji deluje kao neselektivni beta blokator. On nije dospeo do kliničkih istraživanja usled karcinogenosti na miševima, koja se smatra da je rezultat formiranja karcinogenih naftalen epoksidnih metabolita.

## Spoljašnje veze
|  | Molimo Vas, obratite pažnju na važno upozorenje u vezi sa temama iz oblasti medicine (zdravlja). |